# Мендес, Мануэль
Мануэль Мендес (исп. Manuel Méndez, ? — 1 сентября 1872) — сальвадорский политик, временно исполнявший обязанности президента страны.

## Биография
Родился в Сенсунтепеке. В 1854 году защитил диплом юриста в университете города Сан-Висенте. В 1860 году возглавил Верховный суд.
После того, как Сантьяго Гонсалес совершил в 1871 году военный переворот и занял пост президента, Мануэль Мендес 9 декабря 1871 года получил портфель министра внутренних дел. В 1872 году Сантьяго Гонсалес провёл официальные выборы, на которых он был избран президентом, а Мануэль Мендес — вице-президентом (за президента и вице-президента в то время голосовали раздельно).
1 мая 1872 года Сантьяго Гонсалес передал президентские полномочия Мануэлю Мендесу, так как сам возглавил сальвадорский контингент, который вместе с гватемальским контингентом должен был свергнуть гондурасского президента Хосе Марию Медину. Президентские полномочия были возвращены Гонсалесу 9 июля, когда тот с триумфом вернулся из Гондураса.
1 сентября 1872 года Мануэль Медина был убит в Сан-Сальвадоре.